# Archidiocèse de Pékin
L'archidiocèse de Pékin (Archidioecesis Pechimensis) est un siège métropolitain de l'Église catholique en Chine. Il comptait 215 915 baptisés en 1949.

## Territoire
Le diocèse comprend la municipalité de Pékin.
Le siège est à la cathédrale de l'Immaculée-Conception.

## Histoire

### Au Moyen Age
La première présence des catholiques en Chine remonte à l'Empire mongol, au XIIIe siècle. Sous la dynastie Yuan, le pape Clément V, en 1307, érigea le diocèse métropolitain de Cambaluc (nom de Pékin à l'époque). Le franciscain Jean de Montecorvino, le fondateur du christianisme en Chine, y fut évêque pour 20 ans.
Avec la fin de l'empire mongol et le début de la dynastie Ming (1368), commencèrent des persécutions contre les chrétiens, qui mirent fin à cette première tentative d'évangéliser la Chine.

### Dans l'âge moderne
En 1576 un nouveau diocèse fut érigée dans la colonie portugaise de Macao. De là, des missionnaires jésuites guidés par Matteo Ricci arrivèrent à Pékin en 1601. En 1605 la première église fut bâtie : Nantang, qui est encore aujourd'hui la cathédrale du diocèse.
Le 10 avril 1690 la bulle pontificale Romani Pontificis du pape Alexandre VIII érigea la diocèse de Pékin, recevant son territoire du diocèse de Macao. Elle est suffragante de l'archidiocèse de Goa en Inde et mise sous le patronat des rois de Portugal. La raison de ce patronat pour les diocèses chinois, bien qu'ils ne fussent territoire portugais, était dans deux bulles des papes Nicolas V et Calixte III en 1454 et 1456 qui donnaient au Portugal la responsabilité des terres découvertes ou évangélisées par l'Ordre du Christ (dont le Grand Maître était le roi du Portugal).
Le dernier évêque portugais, Joaquim da Souza Saraiva, mourut en 1818 en n'étant jamais allé en Chine. Dès ce moment, les papes n'acceptèrent plus les candidats portugais, en donnant le gouvernement du diocèse (déjà beaucoup réduit en dimensions avec l'établissement d'autres vicariats) à des vicaires. Le concordat du 1857 ne prévoyait plus les diocèses de Pékin et de Nankin. La place des missionnaires portugais fut prise par les lazaristes français.

### Le diocèse contemporain
Le bref apostolique de Pie IX Pastorum principis attribua le territoire du diocèse à trois vicariats, dont un prit le nom de vicariat apostolique de Pékin septentrional, puis du Ce-Li septentrional ou de Pékin.
Seulement en 1924 reprit-il le nom de Pékin avec le décret Vicarii et Praefecti de la Congrégation de la Propagande.
L'11 avril 1946 le vicariat a été élevé au rang d'archidiocèse métropolitain avec la bulle Quotidie Nos du pape Pie XII.
Dans son histoire, cette circonscription a cédé à plusieurs reprises des portions de territoire pour de nouvelles circonscriptions ecclésiastiques :
- le 15 octobre 1696 à l'avantage des vicariats apostoliques de Chan-Si (aujourd'hui archidiocèse de Taiyuan) et de Shensi (aujourd'hui archidiocèse de Xi'an);
- le 9 septembre 1831 à l'avantage du vicariat apostolique de Corée (aujourd'hui archidiocèse de Séoul);
- le 14 août 1838 à l'avantage du vicariat apostolique de Leaotong (aujourd'hui archidiocèse de Shenyang);
- le 3 septembre 1839 à l'avantage du vicariat apostolique de Chantong (aujourd'hui archidiocèse de Jinan);
- le 30 mai 1856 à l'avantage des vicariats apostoliques de Pékin oriental  (aujourd'hui diocèse de Sienhsien ou de Xianxian) et de Pékin occidental (aujourd'hui diocèse de Zhengding);
- le 23 décembre 1899 à l'avantage du vicariat apostolique du Ce-Li oriental (aujourd'hui diocèse de Lulong);
- le 14 février 1910 à l'avantage du vicariat apostolique du Ce-Li central (aujourd'hui diocèse de Baoding);
- le 27 avril 1912 à l'avantage du vicariat apostolique du Ce-Li maritime (aujourd'hui diocèse de Tianjin);
- le 10 mai 1926 à l'avantage du vicariat apostolique de Xuanhuafu (aujourd'hui diocèse de Xuanhua (en));
- le 25 mai 1929 à l'avantage de la mission sui juris de Yixian (aujourd'hui préfecture apostolique).

Depuis, le diocèse souffre les problèmes de l’entière Église catholique en Chine avec les autorités communistes.

## Ordinaires
Les périodes de vacance du siège jusqu'à 2 ans ou non établies historiquement ne sont pas incluses.

### Archevêques de Khanbaliq ou Cambalu
- Andreuccio da Assisi, O.Min. ?
- Bienheureux Jean de Montecorvino, O.Min. † (23 juillet 1307 - 1328)
- Nicolas da Botras, O.Min. † (18 septembre 1333 - 1338)
- Cosma, O.Min. † (circa 1369 - 11 mars 1370)
- Guillaume de Villeneuve, O.Min. † (11 mars 1370 - ?)
- Giacomo Campora, O.P. ? † (2 octobre 1426 - 23 janvier 1441)

### Évêques de Pékin
- Bernardino Della Chiesa, O.F.M. † (10 avril 1690 - 21 décembre 1721)[2]
  - Manuel Jesu-Maria-José, O.F.M. † (administrateur apostolique)
  - Carlo Orazi da Castorano, O.F.M. † (1721 - 1725)[2]
- Francisco de la Purificación, O.S.A. † (21 février 1725 - 31 juillet 1731)[3]
  - Sede vacante (1731-1740)
- Polycarpo de Sousa, S.J. † (19 décembre 1740 - 26 mai 1757)
  - Sede vacante (1757-1778)
- Giovanni Damasceno Salustri della Concezione, O.A.D. † (20 juillet 1778 - 24 septembre 1781)
- Alexandre de Gouveia, T.O.R. † (16 décembre 1782 - 6 juillet 1808)
- Joaquim da Souza Saraiva, C.M. † (6 juillet1808 - 18 février 1818)
  - Sede vacante (1818-1856)[4]
  - Siège supprimé

### Vicaires apostoliques du Ce-li septentrional
- Joseph-Martial Mouly, C.M. † (30 mai 1856 - 4 décembre 1868)
- Edmond-François Guierry, C.M. † (4 décembre 1868 - 21 janvier 1870)
- Louis-Gabriel Delaplace, C.M. † (21 janvier 1870 - 24 mai 1884)
- François-Ferdinand Tagliabue, C.M. † (5 août 1884 - 13 mars 1890)
- Jean-Baptiste-Hippolyte Sarthou, C.M. † (6 juin 1890 - 13 avril 1899)
- Pierre-Marie-Alphonse Favier, C.M. † (13 avril 1899 - 4 avril 1905)
- Stanislas Jarlin, C.M. † (5 avril 1905 - 3 décembre 1924)

### Vicaires apostoliques de Pékin
- Stanislas Jarlin, C.M. † (3 décembre 1924 - 27 janvier 1933)
- Paul Leon Cornelius Montaigne, C.M. † (27 janvier 1933 - avril 1946)

### Archevêques de Pékin
- Thomas Tien Ken-sin, S.V.D. † (11 avril 1946 - 24 juillet 1967)
  - Sede vacante
  - Joseph Yao Guang-yu, C.M. † (26 luglio 1959 - 1964 ?) (nommé par les autorités officielles)
  - Michel Fu Tieshan † (21 décembre 1979 - 20 avril 2007) (nommé par les autorités officielles)
  - Matthias Pei Shang-de, C.D.D. (de) † (29 juin 1989 - 24 décembre 2001) (évêque clandestin)
  - Joseph Li Shan, depuis le 21 septembre 2007[5]

## Statistiques
L'archidiocèse à la fin de l'année 1949 comptait 215 915 baptisés, 119 prêtres, 400 religieux et 300 religieuses dans 75 paroisses.

## Diocèses suffragants
- Diocèse d'Anguo
- Diocèse de Baoding
- Diocèse de Chengde
- Diocèse de Daming
- Diocèse de Jingxian
- Diocèse de Lulong
- Diocèse de Tianjin
- Diocèse de Weixian
- Diocèse de Xianxian
- Diocèse de Xingtai
- Diocèse de Xuanhua
- Diocèse de Zhaoxian
- Diocèse de Zhengding